# Discografia di Blanco
La discografia di Blanco, cantautore italiano, comprende due album in studio, diciassette singoli e quindici video musicali (inclusi quelli come artista ospite), pubblicati dal 2020.

## Album in studio
| Anno | Titolo e dettagli | Classifiche | Classifiche | Certificazioni     | Unità           |
| Anno | Titolo e dettagli | ITA         | SWI         | Certificazioni     | Unità           |
| ---- | --- | ----------- | ----------- | ------------------ | --------------- |
| 2021 | Blu celeste - Pubblicato: 10 settembre 2021 - Etichetta: Island, Universal Italia - Formati: CD, LP, download digitale, streaming | 1           | 11          | - ITA: Platino (7) | - ITA: 350 000+ |
| 2023 | Innamorato - Pubblicato: 14 aprile 2023 - Etichetta: Island, Universal Italia - Formati: CD, LP, download digitale, streaming     | 1           | 6           | - ITA: Platino (2) | - ITA: 100 000+ |

## Singoli

### Come artista principale
| Anno                                                                                                | Titolo                               | Classifiche | Classifiche | Classifiche | Classifiche | Classifiche | Classifiche | Classifiche | Classifiche | Classifiche | Certificazioni     | Unità           | Album di provenienza            |
| Anno                                                                                                | Titolo                               | ITA         | GRC         | ISL         | LTU         | LUX         | PRT         | SPA         | SWE         | SWI         | Certificazioni     | Unità           | Album di provenienza            |
| --------------------------------------------------------------------------------------------------- | ------------------------------------ | ----------- | ----------- | ----------- | ----------- | ----------- | ----------- | ----------- | ----------- | ----------- | ------------------ | --------------- | ------------------------------- |
| 2020                                                                                                | Notti in bianco                      | 2           | —           | —           | —           | ×           | —           | —           | —           | —           | - ITA: Platino (7) | - ITA: 700 000+ | Blu celeste                     |
| 2020                                                                                                | Ladro di fiori                       | 16          | —           | —           | —           | ×           | —           | —           | —           | —           | - ITA: Platino (2) | - ITA: 200 000+ | Blu celeste                     |
| 2021                                                                                                | La canzone nostra (con Mace e Salmo) | 1           | —           | —           | —           | ×           | —           | —           | —           | —           | - ITA: Platino (6) | - ITA: 600 000+ | OBE                             |
| 2021                                                                                                | Paraocchi                            | 3           | —           | —           | —           | ×           | —           | —           | —           | —           | - ITA: Platino (4) | - ITA: 400 000+ | Blu celeste                     |
| 2021                                                                                                | Mi fai impazzire (con Sfera Ebbasta) | 1           | —           | —           | —           | ×           | —           | —           | —           | 56          | - ITA: Platino (9) | - ITA: 900 000+ | /                               |
| 2021                                                                                                | Blu celeste                          | 1           | —           | —           | —           | ×           | —           | —           | —           | —           | - ITA: Platino (3) | - ITA: 300 000+ | Blu celeste                     |
| 2021                                                                                                | Finché non mi seppelliscono          | 3           | —           | —           | —           | ×           | —           | —           | —           | —           | - ITA: Platino (5) | - ITA: 500 000+ | Blu celeste                     |
| 2022                                                                                                | Brividi (con Mahmood)                | 1           | 28          | 8           | 3           | 11          | 170         | 95          | 59          | 1           | - ITA: Platino (8) | - ITA: 800 000+ | /                               |
| 2022                                                                                                | Nostalgia                            | 2           | —           | —           | —           | —           | —           | —           | —           | —           | - ITA: Platino (4) | - ITA: 400 000+ | /                               |
| 2023                                                                                                | L'isola delle rose                   | 5           | —           | —           | —           | —           | —           | —           | —           | 42          | - ITA: Platino (2) | - ITA: 200 000+ | Innamorato                      |
| 2023                                                                                                | Un briciolo di allegria (con Mina)   | 1           | —           | —           | —           | —           | —           | —           | —           | —           | - ITA: Platino (5) | - ITA: 500 000+ | Innamorato Ti amo come un pazzo |
| 2023                                                                                                | Bruciasse il cielo                   | 5           | —           | —           | —           | —           | —           | —           | —           | —           | - ITA: Platino     | - ITA: 100 000+ | Innamorato                      |
| 2024                                                                                                | Desnuda                              | 58          | —           | —           | —           | —           | —           | —           | —           | —           |                    |                 | /                               |
| 2025                                                                                                | Piangere a 90                        | 1           | —           | —           | —           | —           | —           | —           | —           | —           | - ITA: Oro         | - ITA: 100 000+ | /                               |
| 2025                                                                                                | Maledetta rabbia                     | 18          | —           | —           | —           | —           | —           | —           | —           | —           |                    |                 | /                               |
| "—" indica una pubblicazione non classificata in quel paese. "×" indica una classifica inesistente. |                                      |             |             |             |             |             |             |             |             |             |                    |                 |                                 |

### Come artista ospite
| Anno | Titolo                                                                   | Classifiche | Certificazioni     | Unità           | Album di provenienza |
| Anno | Titolo                                                                   | ITA         | Certificazioni     | Unità           | Album di provenienza |
| ---- | ------------------------------------------------------------------------ | ----------- | ------------------ | --------------- | -------------------- |
| 2023 | Bon ton (Drillionaire feat. Lazza, Blanco, Sfera Ebbasta e Michelangelo) | 1           | - ITA: Platino (5) | - ITA: 500 000+ | 10                   |
| 2024 | Adrenalina (Baby Gang feat. Blanco e Marracash)                          | 13          | - ITA: Platino     | - ITA: 100 000+ | L'angelo del male    |

## Altri brani entrati in classifica
| Anno | Titolo                        | Classifiche | Certificazioni     | Unità           | Album di provenienza        |
| Anno | Titolo                        | ITA         | Certificazioni     | Unità           | Album di provenienza        |
| ---- | ----------------------------- | ----------- | ------------------ | --------------- | --------------------------- |
| 2021 | Dio perdonami (con Drast)     | 48          | - ITA: Oro         | - ITA: 35 000+  | Red Bull 64 Bars: The Album |
| 2021 | Mezz'ora di Sole              | 6           | - ITA: Platino     | - ITA: 70 000+  | Blu celeste                 |
| 2021 | Figli di puttana              | 8           | - ITA: Platino     | - ITA: 70 000+  | Blu celeste                 |
| 2021 | Sai cosa c'è                  | 4           | - ITA: Platino     | - ITA: 70 000+  | Blu celeste                 |
| 2021 | Lucciole                      | 5           | - ITA: Platino (2) | - ITA: 200 000+ | Blu celeste                 |
| 2021 | Pornografia (Bianco paradiso) | 10          | - ITA: Platino     | - ITA: 70 000+  | Blu celeste                 |
| 2021 | David                         | 19          | - ITA: Oro         | - ITA: 35 000+  | Blu celeste                 |
| 2021 | Afrodite                      | 15          | - ITA: Platino     | - ITA: 70 000+  | Blu celeste                 |
| 2023 | Anima tormentata              | 27          |                    |                 | Innamorato                  |
| 2023 | Ancora, ancora, ancora        | 33          |                    |                 | Innamorato                  |
| 2023 | Lacrime di piombo             | 10          | - ITA: Oro         | - ITA: 50 000+  | Innamorato                  |
| 2023 | Innamorato                    | 16          | - ITA: Oro         | - ITA: 50 000+  | Innamorato                  |
| 2023 | Scusa                         | 32          |                    |                 | Innamorato                  |
| 2023 | Fotocopia                     | 34          |                    |                 | Innamorato                  |
| 2023 | Giulia                        | 23          |                    |                 | Innamorato                  |
| 2023 | La mia famiglia               | 53          |                    |                 | Innamorato                  |
| 2023 | Raggi del Sole                | 47          |                    |                 | Innamorato                  |
| 2023 | Vada come vada                | 48          |                    |                 | Innamorato                  |

## Collaborazioni
| Anno | Titolo                              | Classifiche | Certificazioni     | Unità           | Album di provenienza |
| Anno | Titolo                              | ITA         | Certificazioni     | Unità           | Album di provenienza |
| ---- | ----------------------------------- | ----------- | ------------------ | --------------- | -------------------- |
| 2021 | Tutti muoiono (Madame feat. Blanco) | 28          | - ITA: Oro         | - ITA: 50 000+  | Madame               |
| 2021 | Nemesi (Marracash feat. Blanco)     | 4           | - ITA: Platino (2) | - ITA: 200 000+ | Noi, loro, gli altri |

## Autore per altri artisti
| Anno | Titolo              | Artista              | Album di provenienza |
| ---- | ------------------- | -------------------- | -------------------- |
| 2024 | Polvere             | Shiva feat. Tony Boy | Milano Angels        |
| 2025 | Se t'innamori muori | Noemi                | Nostalgia            |
| 2025 | Lentamente          | Irama                | /                    |
| 2025 | La cura per me      | Giorgia              | /                    |

## Video musicali
| Anno | Titolo                                                          | Regista/i                                   |
| ---- | --------------------------------------------------------------- | ------------------------------------------- |
| 2020 | Notti in bianco                                                 | Simone Peluso                               |
| 2020 | Ladro di fiori                                                  | Simone Peluso                               |
| 2021 | La canzone nostra (con Mace e Salmo)                            | YouNuts! (Antonio Usbergo e Niccolò Celaia) |
| 2021 | Paraocchi                                                       | Simone Peluso                               |
| 2021 | Mi fai impazzire (con Sfera Ebbasta)                            | Andrea Folino                               |
| 2021 | Blu celeste                                                     | Simone Peluso                               |
| 2022 | Brividi (con Mahmood)                                           | Attilio Cusani                              |
| 2022 | Nostalgia                                                       | Simone Peluso                               |
| 2023 | L'isola delle rose                                              | Simone Peluso                               |
| 2023 | Un briciolo di allegria (con Mina)                              | Simone Peluso                               |
| 2023 | Bon ton (con Drillionaire, Lazza, Sfera Ebbasta e Michelangelo) | Davide Vicari                               |
| 2023 | Bruciasse il cielo                                              | Simone Peluso                               |
| 2024 | Desnuda                                                         | Simone Peluso                               |
| 2025 | Piangere a 90                                                   | Francesco Lorusso                           |
| 2025 | Maledetta rabbia                                                | Francesco Lorusso                           |